# Partido Comunista Unificado de Georgia
El Partido Comunista Unificado de Georgia (en georgiano: საქართველოს ერთიანი კომუნისტური პარტ ია, romanizado: tr, SEKP) es un partido político en Georgia. Fue fundada en junio de 1994 mediante la fusión de la Sociedad Stalin, el Partido Comunista de los Trabajadores de Georgia y la Unión de Comunistas de Georgia. El partido es miembro de la Unión de Partidos Comunistas - Partido Comunista de la Unión Soviética.
El partido estaba dirigido por Panteleimon Giorgadze. Su hijo Igor Giorgadze se vio obligado a exiliarse tras ser acusado de conspirar para asesinar a Eduard Shevardnadze.
El partido publica Komunisti.

## Estructura organizacional
El máximo órgano de gobierno del partido es el "Congreso", que se convoca una vez cada dos años, en forma de pleno y/o conferencia, que se convoca una vez cada 4 años. El comité central del partido (CPC) es el órgano de gobierno entre los congresos y también convoca los siguientes congresos. El primer secretario del Comité Central es al mismo tiempo el presidente del partido. La función ejecutiva está asignada al consejo ejecutivo del partido. Las subdivisiones estructurales incluyen: organizaciones de partidos primarios de distrito (republicanos), ciudades y distritos y sus órganos electorales. Está prohibida la formación de facciones y grupos en el partido.

## Ideología

### Economía
El PCUG ve a la economía de mercado capitalista como una decisión erróneo del entonces gobierno de Georgia, por ello, el regreso a una economía planificada socialista se establece como una prioridad. Busca permitir todas las formas de propiedad, con la condición de excluir la explotación del trabajo de otros y crear condiciones iguales para el desarrollo. Formación de nuevas instalaciones industriales.

### Política exterior
Busca el cambio radical de la política exterior existente de acuerdo con los intereses de Georgia, "la formación de un Estado verdaderamente independiente, libre, democrático y unificado, que no será parte constituyente de ningún Estado ni país satélite".